# Maison d'Enghien
Pour les articles homonymes, voir Enghien (homonymie).
Cette page explique l’histoire ou répertorie les différents membres de la famille d'Enghien.
La maison d'Enghien est une famille féodale éteinte originaire de l'ancien pagus de Brabant et dont la première mention remonte à la fin du XIe siècle.
Cette maison était l'une des plus prestigieuses du duché de Brabant et du comté de Hainaut ; sa bannière faisait parade entre les premières de celles du duché de Brabant, ce qui fut le cas notamment à la célèbre bataille de Worringen,.
Les seigneurs d'Enghien relevaient leurs terres et prêtaient hommage tantôt aux ducs de Brabant, tantôt aux comtes de Hainaut ; ce qui engendra des guerres entre les deux prétendants à la suzeraineté. D'après les titres déposés à la trésorerie des chartes du Hainaut, la terre d'Enghien relevait cependant directement des comtes de Hainaut.-  En réalité, les seigneurs d'Enghien tenaient leur Terre et Seigneurie d'Enghien des comtes de Hainaut pour une série de villages (Enghien-Hainaut) et du duc de Brabant pour une série d'autres villages (Enghien-Brabant). Cette terre était l'une des quarante-quatre baronnies du comté du Hainaut. À la suite de la mort de Louis d'Enghien en 1394, la baronnie d'Enghien passe à la maison de Luxembourg, puis, en 1485, à la maison de France. Finalement Henri IV revendit cette seigneurie aux ducs d'Arenberg en 1606,.
Les seigneurs d'Enghien comptent, notamment, parmi leur descendance :
- Henri IV de la Maison de Bourbon-Vendôme ;
- La Maison de Bourbon-Condé, porteurs du titre de duc d'Enghien jusqu'à la fin de l'Ancien Régime ;
- La Maison de Luxembourg.

## Filiations

### Seigneurs d'Enghien (branche aînée)
- Englebert Ier d'Enghien.  Témoin d'une charte à propos de l'église de Soignies en 1092 Il eut peut-être pour fils :
  - Boniface d'Enghien.  Témoin d'une charte de 1117 du comte de Hainaut. Il a peut-être été seigneur d'Enghien, avant :
  - Hugues d'Enghien, seigneur d'Enghien (...1121-ca 1165) x Beatrix de Grimbergen. Il édifia le château qui sera à l'origine de la ville d'Enghien. Il en fit hommage au duc de Brabant ce qui indigna Baudouin comte de Hainaut.
    - Gossuin d'Enghien, seigneur d'Enghien (ca 1165 - 1188/1191) x Gisèle de Bruxelles-Aa, sans postérité.
    - Englebert II d'Enghien seigneur d'Enghien (1188/1191 - 10/12/1193) x Elisabeth de Bruxelles-Aa
      - Hugues d'Enghien (fl. 1173), mort jeune sans postérité.
      - Engelbert III d'Enghien, seigneur d'Enghien (1193-1144)
        - Siger I d'Enghien, seigneur d'Enghien (1144-1159), x Alix de Zottegem.
          - Gautier Ier d'Enghien (1240-1271)
            - Gautier II d'Enghien (c. 1267-1309)
              - Gautier III d'Enghien (1302-1345), x Isabelle de Brienne
                - Gautier d'Enghien (mort en 1394)
                - Englebert d'Enghien, seigneur de Ramerupt
                - Guy d'Enghien (mort en 1377), seigneur d'Argos et Nauplie ;
                  - Marie d'Enghien (morte avant le 5 novembre 1394) , dame d'Argos et Nauplie ;

                - Siger II d'Enghien (1324-1364)
                  - Gautier IV d'Enghien (fin 1360 - 1381)

                - Louis d'Enghien (mort en 1394), seigneur d'Enghien (1381–1394) et Lembeek, comte de Brienne (1360), et Conversano (1356–1394), duc titulaire d'Athènes (1360), connétable de France après son oncle Gautier de Brienne, exécuté le 17 mars 1394
                  - Marguerite d'Enghien (née en 1365), comtesse de Brienne et de Conversano, dame héritière d'Enghien, épouse de Jean de Luxembourg, comte de Saint-Pol, seigneur de Beaurevoir. La seigneurie d'Enghien, le comté de Brienne et de Conversano échurent à leur descendance, dont Marie puis son arrière-petit-fils Henri IV.

                - Jean d'Enghien (mort en 1380[réf. nécessaire])
                  - Pierre d'Enghien (mort en 1384)
                  - Marie d'Enghien (1367-1446), reine consort de Naples, comtesse de Lecce et reine consort de Hongrie, reine consort titulaire de Croatie et de Jérusalem

          - Gérard d'Enghien, seigneur de Zottegem, auteur de la branche d'Enghien-Zottegem
          - Jean d'Enghien, évêque de Tournai puis Prince-évêque de Liège
          - Engelbert d'Enghien (mort en 1271), seigneur de Havrech et châtelain de Mons du chef de sa femme Ide de Mons, auteur de la branche d'Enghien-Havré
          - Jacques d'Enghien, seigneur de Bassily et d'Acren x Marie de Braine. Auteur de la branche d'Enghien-Braine.
            - Walter de Braine
            - Siger de Braine
            - Jacques de Braine
              - Marie de Braine, dame de Bassilly

          - Arnould d'Enghien (c. 1227 - av. 1295), seigneur de Blaton, auteur de la  branche d'Enghien-Blaton
          - Ide d'Enghien x Gilles de Trazegnies
          - Marguerite d'Enghien, x Rasse de Gavre, seigneur de Liedekerke
          - Alix d'Enghien, abbesse de Ghislenghien

      - Gisèle d'Enghien (fl. 1193)
      - Ne d'Enghien (fl. 1193) x Guillaume N.

    - Siger d'Enghien (fl. 1142-1157) x Ide de Mons, fille de Gossuin de Mons et de Béatrix de Rumigny
    - Boniface d'Enghien (fl. 1146/1148-1172)
    - Nicolas d'Enghien (fl. 1146/1148)

  - Gossuin Hennerus (fl. 1122-1161)

### Seigneurs d'Havré (branche cadette)
- Engelbert V d'Enghien (mort en 1271), seigneur de Havrech et châtelain de Mons du chef de sa femme Ide de Mons
  - Siger d'Enghien-Havré, seigneur de Havrech et châtelain de Mons
    - Gérard d'Enghien-Havré (mort en 1361), seigneur de Havrech et de Biévennes et châtelain de Mons
      - Gérard II d'Enghien-Havré, seigneur de Havrech, Ghlin, Gougnies, Biévennes, Fagnoles, Wiège et Harvengt et châtelain de Mons. Fondateur de la chapelle de St-Antoine en Barbefosse
        - Gérard III d'Enghien-Havré, dit le Barbu (mort en 1427), chevalier, châtelain de Mons, seigneur de Havré, de Seraing, de Biévène, de Braine-le-Château, de Fagnolles, de Presles
          - Jehan Ier de Havrech de Presles, fils bâtard de Gérard III d'Enghien-Havré et de Jehanne de Humières (famille picarde portant "D'argent fretté de sable"), écuyer, avoué de Presles (relief le 2 juillet 1418), seigneur de Presles (relief le 28 novembre 1430), chevalier de l’ordre de Saint-Antoine (1425), auteur de la famille de Havré (olim de Havrech, de Haverech, de Haverets)

## Héraldique

### Origine des armes
« ENGHIEN. Portoit gironné d'argent & de sable de dix pièces, les girons semez chacun de 3. croisettes recroisettées d'or. Cette Famille reconnuë de tout temps pour une des plus Illustres, de nos Païs-bas, (que Gelic fait sortir des premiers Comtes, & Forestiers de Flandres qui portoient aussi des gyrons pour leurs armes) (…) »
— Jean le Carpentier, Histoire de Cambray et du Cambresis

Armes des premiers comtes de Flandre

Les armes de la famille d'Enghien se blasonnent : Gironné d'argent et de sable de dix pièces, chaque giron de sable chargé de trois croix recroisettées au pied fiché d’or. Si l'on en croit ce que dit Jean le Carpentier, le gironné proviendrait alors des premiers comtes de Flandre. Les armes de ces comtes sont actuellement les armes officielles de la province de Flandre-Occidentale en Belgique.

Armes primitives

Une autre thèse écarte explicitement la précédente et en évoque une plus « vraisemblable » : la maison d'Enghien serait issue d'un seigneur nommé Enghe servant à la Cour de Charlemagne. Enghe aurait été commis par cet empereur à la conduite de populations saxonnes en Flandre aux alentours de l'an 801. Ce seigneur se serait établi alors en cette région, son nom aurait ensuite servi de suffixe à plusieurs villages des alentours du "quartier" d'Enghien (devenu ville d'Enghien par la suite) : Lettelinghe, Herfelinghe, Oetinghe, Pepinghe, Bellinghe…. Les armes primitives de cette Maison auraient été : Gironné de sable et d'argent de 8 pièces à l'écusson plain de gueules, brochant[source insuffisante].
Ce gironné de 8 pièces est aussi mentionné par J.-Th. de Raadt qui rapporte que le 19 janvier 1230 ou 1231, Englebert d'Enghien ("Engillebertus de Aingien") scelle un acte avec son sceau qu'il blasonne : Gironné de huit pièces à l'écusson plain, brochant.
Les deux thèses ont en commun des armes gironnées avec un écusson plain (de gueules ?) sur le tout.

Armes au XIVe siècle

Dans son armorial réalisé entre 1370 et 1395, le roi d'armes Gelre rapporte que les Enghien ont pour armes : Gironné d'argent et de sable de dix pièces, les girons de sable chargés chacun de trois croisettes recroisettées d'or. Cimier : un vol (banneret) d'argent issant de deux boules de sable accostant un chapeau d'argent rebrassé de sable. On dit de cet armorial de Gelre qu'il est probablement le recueil d'armoiries médiévales le plus connu et qu'il compte parmi les plus anciens conservés à l'état d'original. Les armoiries d'Enghien se trouvent dans cet armorial qui a pour côte ms. 15652-56, fo 83r et qui est actuellement conservé à la Bibliothèque royale de Belgique, à Bruxelles.
Ces armes évolueront à nouveau dans la première moitié du XVe siècle et sont rapportées dans l'armorial de Saint-Antoine-en-Barbefosse. Elles se blasonnent alors : Gironné d'argent et de sable de dix pièces, les girons de sable chargés chacun de trois croisettes recroisettées au pied fiché d'or. Lambrequins et chapeau de gueules et de sable, vol banneret d'argent. Collier de l'ordre de Saint-Antoine formé d'une corde de moine, d'une potence ou tau, et d'une clochette, le tout en or. Dans le coin supérieur gauche, une couronne d'or relative à sa fonction dans l'ordre. Les armes des Enghien sont représentées dans cet armorial à la suite de l'entrée dans cet ordre d'Englebert d'Enghien en 1433 et qui en devint Roy par la suite. Gérard II d'Enghien, de la branche des seigneurs d'Havré, fit aussi partie de cet ordre, il fonda d'ailleurs la chapelle de St-Antoine en Barbefosse qui se trouve encore actuellement dans le bois d'Havré. Les armoiries d'Enghien se trouvent dans cet armorial qui a pour côte ms. G 707, fo 57r et qui est actuellement conservé à la Bibliothèque royale de Belgique, à Bruxelles.

### Seigneurs d'Havré

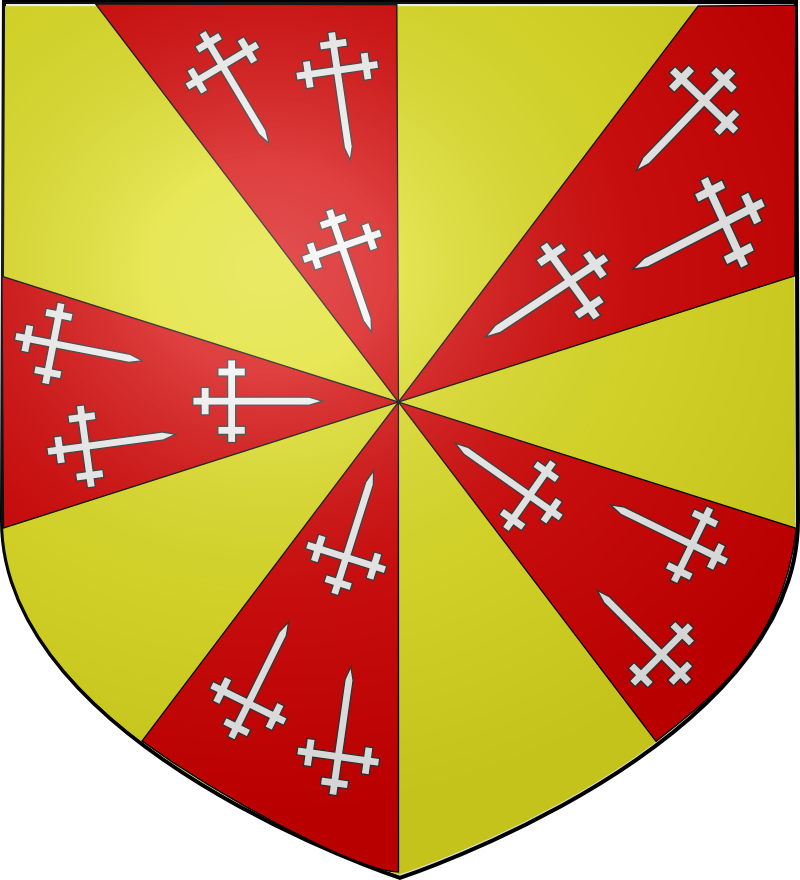
Seigneurs de Havré

La branche des seigneurs d'Havré (Havrech) portait : Gironné d’or et de gueules de 10 pièces, chaque giron de gueules chargé de trois croix recroisettées, au pied fiché d’argent.
Cette branche est issue d'Engelbert V d'Enghien (mort en 1271), seigneur d'Havrech et châtelain de Mons du chef de sa femme Ide ou Julianne de Mons, fille de Henri ou Gossuin châtelain de Mons. La seigneurie de Havré restera dans cette famille jusqu'en 1423. La branche des seigneurs de Havré s'éteignit en 1427 à la suite du décès de Jacques d'Enghien, seigneur de Fagnolles, Braine-l'Alleud, Wieges, Plancenoit, etc. Son frère, Gérard IV d'Enghien (mort en 1420), seigneur de Warfusée, Seraing, Presles, Walhain, etc. leva bannière à la bataille de Roosebeke en 1382 mais décéda avant son père et avant de pouvoir relever la seigneurie de Havré. Cette seigneurie sera finalement cédée le 28 avril 1423 à Christophe de Harcourt, neveu de Gérard III d'Enghien, père des deux précédents, chevalier, châtelain de Mons, seigneur d'Havré, de Seraing, de Biévène, de Braine-le-Château, de Fagnolles, de Presles, etc.

### Branche d'Enghien-Braine[Note 3]

Seigneurs de Braine

D'après la plupart des armoriaux la branche des Enghien-Braine portait : Gironné d'argent et de gueules de 10 pièces, chaque giron de gueules chargé de trois croisettes recroisettées, au pied fiché d'or. Dans les sceaux armoriés des Enghien-Braine, on ne trouve pourtant qu'un semé de croisettes simples ou potencées, mais jamais recoisettées au pied fiché.
Cette branche est issue de Jacques d'Enghien, seigneur de Bassilly et d'Acren, époux de Marie de Braine (morte en 1280), fille de Walter de Braine, seigneur de Gammerages, châtelain héréditaire de Binche, et d'Helvide de Seneffe, qui épousa en secondes noces Jean Ier de Gavre-Hérimez. Jacques d'Enghien était le fils de Siger I d'Enghien et d'Alix de Zottegem.
Ces armes sont aussi celles de la commune de Grotenberge, section de la ville belge de Zottegem dans le Denderstreek située en Région flamande dans la province de Flandre-Orientale. La Maison d'Enghien possédait la seigneurie de Zottegem aux XIIIe et XIVe siècles. Elle entra dans cette Maison par l'intermédiaire de Ide ou Adélaïde, ou Alix de Zottegem en 1219, fille de Gautier seigneur de Zottegem et de Richilde de Petegem, épouse de Siger I d'Enghien, seigneur d'Enghien et de Zottegem (c. 1205-1253).

### Seigneurs de Kestergate

Seigneurs de Kestergate

La branche des seigneurs de Kestergate (nl) portait : D'argent à trois fleurs de lys de sable, au franc-quartier gironné d'argent et de sable de dix pièces, chaque giron de sable chargé de trois croix recroisettées au pied fiché d’or.
Cette branche est issue de Colart d'Enghien (1346-1398), chevalier, seigneur d'Arbre, Mares, Wanbroek, Leerbeek, du manoir de Kastergate à Pepingen, capitaine de la ville d'Enghien, fils bâtard de Siger II d'Enghien et de sa compagne Élisabeth van Liere.

### Seigneurs de La Motte

Seigneurs de La Motte

La branche des seigneurs de La Motte portait : D'azur à trois coquilles d'or au franc-quartier gironné de gueules et d'or de 10 pièces, chaque giron de gueules chargé de croix recroisettées, au pied fiché d’argent.
Cette branche est issue de Jake bâtard d'Havré (mort en 1412), chevalier, châtelain d'Ath, bailli du Boussoit, fils bâtard de Gérard II d'Enghien (mort en 1385), châtelain de Mons, seigneur de Havré, de Ghlin, de Gougnies, Biévenes, Fagnolles, Wiège et Harvengt. Jake eut pour épouse Marie de La Loge, dame de La Motte en Jemappes.

### Seigneurs de Presles

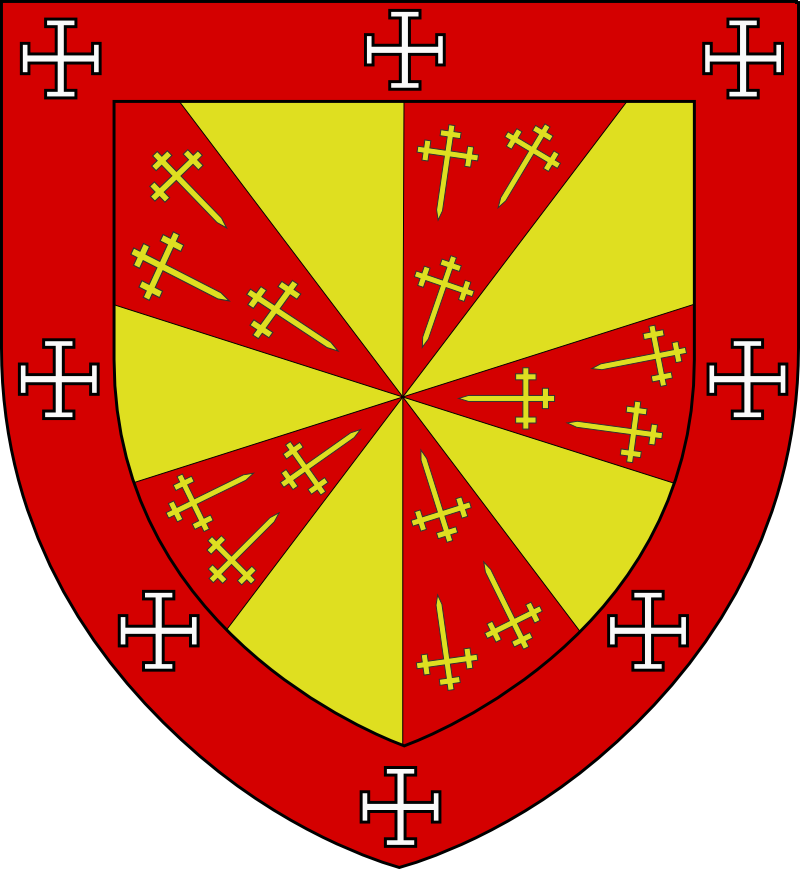
Seigneurs de Presles

La branche des seigneurs de Presles portait : "Gironné de gueules et d'or, le gueules semé de croisettes au pied fiché d'or ; à la bordure de gueules, chargée de huit croix potencées d'argent.

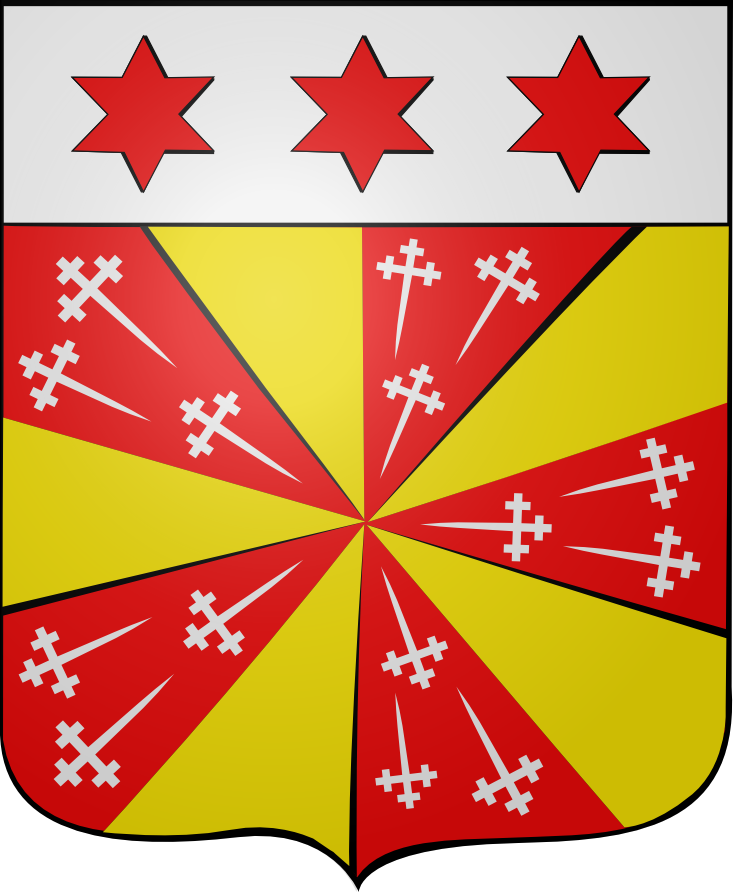
Compère de Presles

Le Supplément au nobiliaire de Vegiano donne - erronément - les armes suivantes à un certain Jean de Havrech, seigneurs de Presles : "gironnées d'or & de gueules de 10 pièces, chaque giron de gueules chargé de trois croix recroisetes au pied fiché d'argent ; au chef d'argent à trois étoiles d..... Cimer. Une tête & col d'Aigle entre un vol d….". Ces armes sont celles de la famille subsistante Compère dit de Presles, seigneurs de la Nieppe, famille descendant en ligne cognatique des Enghien-Havrech, seigneurs de Presles.
Initialement, Vegiano mentionnait un Jean de Havre, seigneur de Perelle, qui reçut, le 17 avril 1598, des lettres patentes d'anoblissement avec le titre de chevalier.
Le supplément au nobiliaire de 1772 (attribué à d'autres auteurs) corrige à tort en confondant Jean de Havre, seigneur de Perelle, par Jean de Havrech, seigneur de Presles. La famille gantoise de Havre, seigneurs de Perelle est pourtant distincte et porte, de ce fait, de toutes autres armes : "d’azur au chevron d’or, accompagné de trois quintefeuilles de même ; au chef d’hermines chargé de trois pals de gueules."
Ces lettres patentes ainsi que les armes (au chevron) sont aussi mentionnées par d'autres auteurs. Elles confirment qu'il s'agit bien de Jean de Havre, seigneur de Perelle :
- Le Roux dans son Recueil de la noblesse de Bourgogne, Limbourg, Luxembourg, Gueldres, Flandres, Artois, Haynau, Hollande, Zeelande, Namur, Malines et autres provinces[19] ;
- Jean de Seur dans son ouvrage La Flandre illustrée par l'institution de la chambre du roi à Lille, l'an 1385, par Philippe le Hardi, duc de Bourgogne[20].

Revenons aux seigneurs de Presles, cette branche bâtarde est issue de Jehan de Havrech (c. 1380 - av. 1446), seigneur de Presles et de Gillette de Marbais dite de Presles (morte ap. 1467). Jehan de Havrech était le fils bâtard de Gérard III d'Enghien (mort le décembre 1427), chevalier, châtelain de Mons, seigneur de Havré, de Seraing, de Biévène, de Braine-le-Château, de Fagnolles, de Presles, etc. et de N… de Humières.
Gilette de Marbais était la fille de Gérard Ier de Marbais, écuyer, seigneur de Loverval, de Baulers, de l'avouerie de Prelle et de Villers-la-Potties, décédé le 4 janvier 1484 et de Laurence t'Serclaes,, décédée le 10 octobre 1477 et inhumée dans l'église de Saint Paul à Nivelles, issue des Lignages de Bruxelles, fille de Heer Everaert IV t'Serclaes, chevalier et de Catharina Tays, petite fille d'Éverard t'Serclaes, échevin de Bruxelles, le héros bruxellois, et de Béatrice van Eessene.
Il existe un sceau daté du 5 juillet 1456 de Jean de Havrech (mort en 1484), seigneur de Presles, chevalier, fils du précédent. Ce sceau est conservé aux archives du Nord relatives à l'abbaye de Saint-Aubert. Ce sceau peut se blasonner : "Gironné d'or et de gueules de dix pièces, chaque giron de gueules chargé de trois croix recroisettées au pied fiché d’argent ; à la filière engrêlée de… ; cimier : 2 cornes". Ce Jean épousa Jeanne de Brabant dit Brant, fille de Jean, écuyer, seigneur d'Aiseau et de Jeanne de Boulers.

### Anciens sceaux échevinaux
Beaucoup de localités du comté de Hainaut se servaient des armes des seigneurs d'Enghien seules ou combinées à d'autres pour leur scel échevinal : Bassilly, Bellinghen, Blaton, Castres, Enghien, Ghoy, Hautcroix, Hoves, Lembecq, Marcq, Petit-Enghien, Vollezeele….

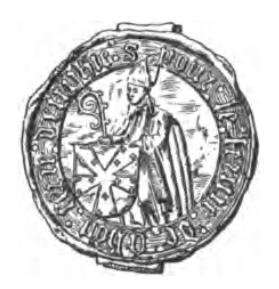
Scel échevinal de Ghoy.
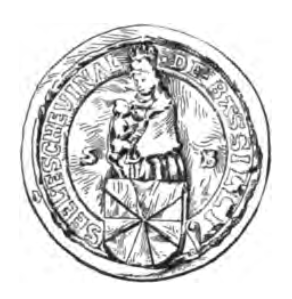
Scel échevinal de Bassilly.

### Sceaux de serments ou guldes
Les armes des seigneurs d'Enghien sont aussi représentées sur les sceaux des 4 anciens serments (corporations militaires) établis à Enghien. Chose peu commune, ces confréries possédaient, chacune, le privilège de voir siéger un de leurs membres au conseil de la ville d'Enghien :

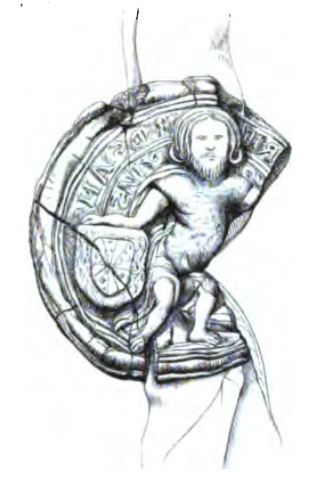
Serment des arbalétriers de Saint-Jean-Baptiste, la plus importante des associations militaires d'Enghien fondée vers 1340 par Walter III d'Enghien et dont les statuts furent renouvelés en 1562 par le roi Philippe II.
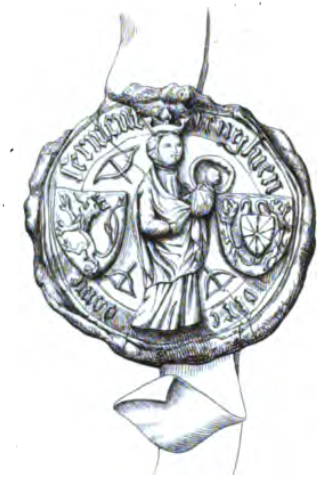
Serment des archers de Notre-Dame ou grand-serment des archers, fondé avant 1370 et dont les statuts furent renouvelés en 1510 par Philippe de Clèves, seigneur de Ravestein et d'Enghien.
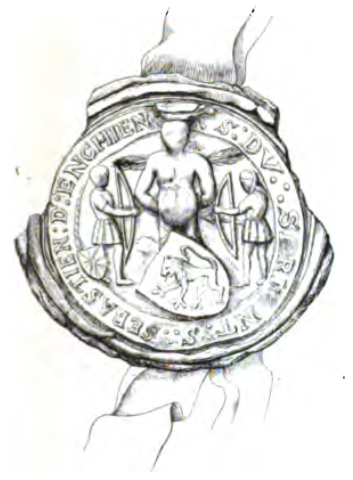
Serment des archers de Saint-Sébastien ou petit-serment des archers, fondé avant 1430 et dont les statuts furent renouvelés en 1615 par Charles d'Arenberg.
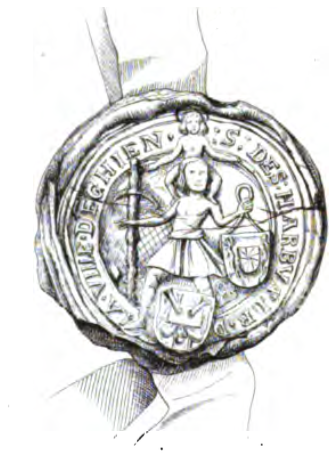
Serment des arquebusiers de Saint-Christophe, fondé en 1480 et auquel Philippe de Clèves accorda en 1497 des lettres de privilèges.

Une cinquième association de tireurs fut créée plus tard en 1634 par Anne de Croÿ. Elle ne bénéficia pas des mêmes privilèges que les 4 corporations précédentes et ne possède aucun sceau connu.

### Armes communales contemporaines

#### Écaussinnes

Écaussinnes

La commune d'Écaussinnes située dans la Province de Hainaut porte des armes qui contiennent "sur le tout" les armes de la Maison d'Enghien qui possédait la seigneurie de La Folie. Cette seigneurie correspond au territoire de l'ancienne commune d'Écaussinnes-d'Enghien.
Ces armes se blasonnent : Écartelé : aux 1 et 4 écartelé aux a et b de gueules à dix losanges d'argent posées 3, 3, 3 et 1 qui est Lalaing et aux b et c d'or à trois lions de gueules qui est Rœulx dit d'Écaussines, aux 2 et 3 de sinople au lion d'argent armé, lampassé et couronné d'or, au chef d'argent chargé de trois aiglettes de sable. Sur le tout écartelé : aux 1 et 4 d'argent à cinq fasces d'azur, au lion de gueules à la queue fourchue armé, lampassé et couronné d'or, brochant sur le tout qui est Luxembourg-Houffalize, aux 2 et 3 d'argent à deux pals de gueules, qui est Orley et sur le tout du tout gironné d'argent et de sable de dix pièces, chaque giron de sable chargé de trois croix recroisettées au pied fiché d'or, les pieds dirigés vers le cœur de l'écu qui est Enghien.
Ces armes ont été choisies lors d'une délibération communale du 20 février 1978, entérinées par un Arrêté royal du 7 juin 1979 et inscrites dans le Moniteur belge le 12 septembre 1979.

#### Machault

Machault

La commune de Machault située dans le département des Ardennes françaises porte des armes basées sur celle de la Maison d'Enghien. Jean d'Enghien (mort en 1380) possédait en effet cette seigneurie au XIVe siècle. Jean d'Enghien était un noble brabançon, duc titulaire d'Athènes, comte de Castro, seigneur d'Omophita, Knodoria et Dischoria (Chypre), seigneur de Gouy, Novelle, Machault, etc., fils de Gautier III d'Enghien, chevalier, seigneur d'Enghien et d'Isabeau de Brienne, fille de Gautier V de Brienne, duc d'Athènes.
Ces armes se blasonnent : Gironné d’argent et de sable de dix pièces, chaque giron de sable chargé de trois croisettes recroisettées d’argent ordonnées ; au franc-quartier d’or chargé d’un lion de sable, au bâton de gueules brochant en bande sur le tout.

#### Autres
D'autres communes, anciennes seigneuries des Enghien, possèdent actuellement les gironnés de cette Maison dans leurs armes communales :
- Armes de Blaton ;
- Armes de Galmaarden ;
- Armes de Gammerages ;
- Armes de Ghoy ;
- Armes de Grotenberge ;
- Armes de Hérinnes (Brabant flamand)[29] ;
- Armes de Hoves-lez-Enghien ;
- Armes de Lembeek ;
- Armes de Marcq ;
- Armes de Pepingen ;
- Armes de Petit-Enghien ;
- Armes de Saint-Pierre-Capelle ;
- Armes de Solre-sur-Sambre ;
- Armes de Vollezele ;
- Armes de Wahagnies[30] ;
- Armes de Zottegem (concédées par arrêté royal en 1838, remplacées depuis).